# Wszachów
Wszachów – wieś w Polsce, położona w województwie świętokrzyskim, w powiecie opatowskim, w gminie Baćkowice.
| SIMC    | Nazwa      | Rodzaj    |
| ------- | ---------- | --------- |
| 0787030 | Komorniki  | część wsi |
| 0787046 | Krowiniec  | część wsi |
| 0787052 | Masiówki   | część wsi |
| 0787069 | Stara Wieś | część wsi |
| 0787075 | Wojciechów | część wsi |

W latach 1975–1998 miejscowość administracyjnie należała do województwa tarnobrzeskiego.
Wszachów był wsią biskupstwa włocławskiego w województwie sandomierskim w ostatniej ćwierci XVI wieku.